# Flughafen Bagé

i7
i11
i13
Der Aeroporto Internacional Comandante Gustavo Kraemer (IATA-Code: BGX, ICAO-Code: SBBG) ist der Flughafen der Stadt Bagé, im brasilianischen Bundesstaat Rio Grande do Sul.
Er wird seit 2021 von der Companhia de Concessões Rodoviárias (CCR) betrieben.

## Geschichte
Der Flughafen Bagé wurde am 5. Juli 1946 eröffnet.
Am 8. Februar 1952 wurde der Flughafen in Aeroporto Internacional Comandante Gustavo Kraemer umbenannt. Gustavo Kraemer war Pilot und Gründer der Airline SAVAG und starb am 20. Juni 1950 bei einem Flugunfall mit einer Maschine seiner Fluggesellschaft.
Am 7. April 2021 gewann die CCR eine Konzession, um den Flughafen die nächsten 30 Jahre zu betreiben. Zuvor hatte die staatliche Infraero den Betrieb organisiert.

## Fluggesellschaften und Ziele
Die Azul Conecta bietet von hier Flüge nach Porto Alegre an.

## Verkehrszahlen
Im Jahr 2021 verzeichnete der Flughafen 570 Flugbewegungen, bei denen 1870 Passagiere und 3 Tonnen Fracht befördert wurden.

## Zwischenfälle
- 7. April 1957 – Eine gerade in Bagé nach Porto Alegre gestartete Curtiss C-46 der brasilianischen VARIG (Luftfahrzeugkennzeichen PP-VCF) verunglückte aufgrund eines Feuers im Fahrwerkschacht. Dessen Intensität führte zum Abbrechen der linken Tragfläche, woraufhin das Flugzeug auf das Flughafengelände stürzte. Die fünfköpfige Besatzung sowie die 35 Passagiere wurden getötet.[5][6]